# Kosteletzkya ramosa
Kosteletzkya ramosa är en malvaväxtart som beskrevs av P.A. Fryxell. Kosteletzkya ramosa ingår i släktet Kosteletzkya och familjen malvaväxter. Inga underarter finns listade i Catalogue of Life.